# Olga Sharkova
Olga Alekseyevna Sharkova, née Sidorova le 5 mai 1968 à Kouïbychev, est une escrimeuse russe.

## Palmarès

### Championnats du monde
- Médaille d'argent en fleuret par équipe aux Championnats du monde 1991 à Budapest
- Médaille d'argent en fleuret par équipe aux Championnats du monde 1990 à Lyon

### Championnats d'Europe
- Médaille d'or en fleuret par équipe aux Championnats d'Europe 2000 à Funchal